# Komaryn (Ukraina)
Komaryn (ukr. Комарин) – wieś na Ukrainie w rejonie krzemienieckim należącym do obwodu tarnopolskiego.
W Komarynie urodził się prawosławny metropolita symferopolski i krymski Łazarz (Szweć).